# Нор Ерзнка
Нор Ерзнка (арм. Նոր Երզնկա)  — село в Арагацотнской области Армении. Село расположено на левом берегу реки Касах в юго-восточной части Арагацотнской области. Находится в 2 км к востоку от города Аштарак. Село названо в честь города Эрзинджан (армянское название города — Ерзнка) в Турции, где до XX века жило много армян.